# Hypo Niederösterreich
Hypo Niederösterreich (también conocido como Hypo NÖ) es un club de balonmano femenino austriaco, con sede en la ciudad de Maria Enzersdorf.

## Historia
Uno de los más grandes equipos de toda la historia, en sus vitrinas lucen un total de 8 Liga de Campeones EHF además de 44 títulos de Liga y 33 Copas. También luce en sus trofeos la Supercopa de Europa del año 2000 y la Recopa de Europa del 2013.

### Los inicios
Fundado por Liese Prokop , Maria Sykora y Eva Janko en 1972 contó con Gunnar Prokop como entrenador con un objetivo claro: ser el equipo referente en Austria. Se proclamó campeón por primera vez en 1977 y dominó la liga durante 42 años seguidos.

### Su idilio con la Champions
En 1987 llegó por primera vez a la final de la Liga de Campeones. No fue hasta dos años después, en 1989, cuando ganaron la primera de sus ocho Champions. Dos más antes de la llegada al banquillo del noruego Arne Högdahl, mantuvieron su idilio con la máxima competición continental con tres títulos seguidos, de 1993 a 1995.
La Copa de Europa de 1998, ganada al Mar Valencia y la del 2000, al Kometal Gjorče Petrov Skopje completaron sus 8 títulos continentales.

### La sanción
En la temporada 2009/10 se produjo una conducta antideportiva que casi termina con la historia del club. A falta de siete segundos para el final de un partido ante el Metz Handball Gunnar Prokop entró al campo para cortar un contraataque francés. La EHF le sancionó con 45.000€ y 30.000€ de multa al club, además de tres años de suspensión de participación en competiciones europeas. La audiencia de apelación posterior redujo la multa a 10.000€ y la suspensión a un año.

### La unión con Brasil
Entre 2011 y 2014, el equipo austriaco se asoció con la Confederación Brasileña de Balonmano, acogiendo a varias jugadoras de la selección femenina de balonmano de Brasil, incluida Alexandra Nascimento, que ya jugaba en Hypo desde 2003, y al entrenador Morten Soubak. Durante ese período, Brasil ganó el Campeonato Mundial de Balonmano Femenino de 2013 con seis jugadoras de Hypo Nö en su plantilla. También ganó la Recopa Femenina EHF ese año.

## Títulos y galardones

### Títulos europeos
- 8 x Liga de Campeones EHF :
  - Ganadores (8): 1989, 1990, 1992, 1993, 1994, 1995, 1998, 2000
  - Subcampeones (5): 1987, 1988, 1991, 1996, 2008
- 1 x Trofeo de Campeones EHF :
  - Ganadores (1): 2000
  - Subcampeones (2): 2004, 2008
- 1 x Recopa de la Copa EHF :
  - Ganadores (1) : 2013
  - Subcampeón (1): 2004

### Títulos de Austria
- 45 x Liga femenina de Austria de balonmano (1977, 1978, 1979, 1980, 1981, 1982, 1983, 1984, 1985, 1986, 1987, 1988, 1989, 1990, 1991, 1992, 1993, 1994, 1995, 1996, 1997, 1998, 1999, 2000, 2001, 2002, 2003, 2004, 2005, 2006, 2007, 2008, 2009, 2010, 2011, 2012, 2013, 2014, 2015, 2016, 2017, 2018, 2021, 2023)
- 33 x Copa ÖHB (1988, 1989, 1990, 1991, 1992, 1993, 1994, 1995, 1996, 1997, 1998, 1999, 2000, 2001, 2002, 2003, 2004, 2005, 2006, 20 07, 2008, 2009, 2010, 2011, 2012, 2013, 2014, 2015, 2016, 2019, 2021, 2022, 2023)

## Equipo

### Plantilla actual
Plantilla para la temporada 2023-24
|  | Goalkeepers - 33 Stephanie Reichl - 27 Petra Blazek - 28 Nina Plavotic - 12 Sara Jancic Wingers RW - 15 Claudia Wess - 55 Kathrin Betz - 97 Philomena Egger LW - 06 Mirela Dedic - 17 Johanna Bauer - 89 Eleonora Stankovic Line players - 77 Aurelie Egbaimo - 94 Jovana Stojanović - 03 Nora Leitner | Back players LB - 48 Nina Neidhart - 27 Patricia Tomic-Kesina - 70 Viktoria Polansky CB - 09 Patrícia Kovács - 10 Andrea Pavković - 18 Anastasia Kostovski RB - 07 Ines Rein - 67 Leonie Neunteufel |

### Equipo técnico
- Entrenador:  Ferenc Kovács
- Segundo entrenador:  Alla Matuschkowitz
- Fisioterapeutas:  Sven Köhler y  Dr. Olaf Sonntag

## Exjugadoras famosas
- Belina Lariça
- Jasna Kolar-Merdan
- Ausra Fridrikas
- Tanja Logwin
- Nataliya Rusnachenko
- Liliana Topea
- Simona Spiridon
- Gabriela Rotiș
- Edith Matei
- Sorina Teodorovic
- Gorica Aćimović
- Mariann Rácz
- Katrin Engel
- Petra Blazek
- Iris Morhammer
- Stephanie Subke
- Renata Cieloch
- Rima Sypkus
- Barbara Strass
- Tatyana Dzhandzhgava
- Stanka Božović
- Alla Matushkowitz
- Daniela Piedade
- Barbara Arenhart
- Francine Moraes
- Fernanda da Silva
- Francielle da Rocha
- Ana Paula Rodrigues
- Deonise Cavaleiro
- Idalina Mesquita
- Alexandra do Nascimento
- Fabiana Diniz
- Mariana Costa
- Silvia Pinheiro
- Caroline Dias Minto
- Adriana Lima do Nascimento
- Yu Geli
- Anđa Bilobrk
- Vesna Horaček
- Petra Vrdoljak
- Christina Haurum
- Marion Limal
- Audrey Bruneau
- Sabine Englert
- Beatrix Balogh
- Erika Kirsner
- Dóra Lőwy
- Helga Németh
- Rita Deli
- Bernadett Temes
- Viktória Soós
- Nikolett Brigovácz
- Marianna Nagy
- Tímea Tóth
- Vivien Léránt
- Ibolya Mehlmann
- Anna Hajgató
- Oh Seong-Ok
- Kim Cha-Youn
- Sun Hee-Han
- Myoung Bok-Hee
- Huh Soon-Young
- Park Chung-Hee
- Sonata Vijunaite
- Ruta Latakaite
- Vilma Gainskyte
- Valentina Radulović
- Terese Pedersen
- Paula Ungureanu
- Alina Marin
- Carmen Petca
- Katarina Tomašević
- Marijana Midzor
- Kornelija Rajkovic
- Lucie Barakova
- Marianna Gubová
- Zuzana Koniková
- Alzbeta Tothová
- Katja Kurent Tatarovac
- Mia Hermansson-Högdahl
- Olga Sanko
- Elena Chatalova
- Oxana Pal
- Svetlana Mozgovaya
- Anna Andryushchenko
- Larisa Kiselyova
- Liubov Korotneva
- Tetyana Shynkarenko
- Oksana Sakada
- Mariya Boklashchuk
- Svetlana Morozova
- Ganna Kryvoruchko
- Valentina Ivanko
- Bozena Karkut
- Leora Jones
- Gabriela Kottmann
- María Eugenia Musalem Araos
- Vania Mugosa
- Slađana Dronić
- Dragica Đurić-Krstić
- Victoria Farley
- Larisa Shumilova

## Equipo técnico histórico
- Senad Jagodic
- László Laurencz (1984–1985)
- Vinko Kandija (1985–1987; 1991–1992; 1999–2001)
- János Csík (1987–1989)[5]
- Ton van Linder (1989–1990)
- Sándor Vass (1990–1991)
- Arne Högdahl (1992–1995)
- Ivica Rimanić (1995–1997)
- Martin Matuschkowitz (1997–1998; 2003–2004; 2009–2011; 2016–2018)[6][7][8][9]
- László Kovács (1998–1999)[10]
- Ján Packa (2001–2002)
- János Gyurka (2002–2003)[11][12]
- Yuri Klimov (2004–2005)[13][6]
- Mile Isaković (2005)[13]
- Gunnar Prokop (2005)
- Ryan Zinglersen (2005–2007)[13][14]
- András Németh (2007–2009, 2011–2013)[15]
- Christian Maly (2009)[16]
- Morten Soubak (2013–2014)[17][18]
- Ferenc Kovács (2009, 2014–2016; 2018–)[18][19][8][9]